# Öttusa a 2000. évi nyári olimpiai játékokon
A 2000. évi nyári olimpiai játékokon öttusában két versenyszámban avattak olimpiai bajnokot. Ez volt az első alkalom, hogy nőknek is rendeztek versenyeket.

## Éremtáblázat
(Magyarország eltérő háttérszínnel, az egyes számoszlopok legmagasabb értéke, illetve értékei vastagítással kiemelve.)
| A 2000. évi nyári olimpiai játékok éremtáblázata öttusában | A 2000. évi nyári olimpiai játékok éremtáblázata öttusában | A 2000. évi nyári olimpiai játékok éremtáblázata öttusában | A 2000. évi nyári olimpiai játékok éremtáblázata öttusában | A 2000. évi nyári olimpiai játékok éremtáblázata öttusában | Olimpia  |
| ---------------------------------------------------------- | ---------------------------------------------------------- | ---------------------------------------------------------- | ---------------------------------------------------------- | ---------------------------------------------------------- | -------- |
|                                                            | Ország                                                     | Arany                                                      | Ezüst                                                      | Bronz                                                      | Összesen |
| 1.                                                         | Nagy-Britannia (GBR)                                       | 1                                                          | 0                                                          | 1                                                          | 2        |
| 2.                                                         | Oroszország (RUS)                                          | 1                                                          | 0                                                          | 0                                                          | 1        |
|                                                            |                                                            |                                                            |                                                            |                                                            |          |
| 3.                                                         | Magyarország (HUN)                                         | 0                                                          | 1                                                          | 0                                                          | 1        |
| 3.                                                         | Egyesült Államok (USA)                                     | 0                                                          | 1                                                          | 0                                                          | 1        |
|                                                            |                                                            |                                                            |                                                            |                                                            |          |
| 5.                                                         | Fehéroroszország (BLR)                                     | 0                                                          | 0                                                          | 1                                                          | 1        |
|                                                            |                                                            |                                                            |                                                            |                                                            |          |
| Összesen                                                   | Összesen                                                   | 2                                                          | 2                                                          | 2                                                          | 6        |

## Érmesek
| A 2000. évi nyári olimpiai játékok érmesei öttusában |                                           |       |                                        |       |                                       |       |
| Versenyszám                                          | Arany                                     | Arany | Ezüst                                  | Ezüst | Bronz                                 | Bronz |
| férfi egyéni                                         | Dmitrij Szvatkovszkij · Oroszország (RUS) | 5376  | Balogh Gábor · Magyarország (HUN)      | 5353  | Pavel Dovhal · Fehéroroszország (BLR) | 5338  |
| női egyéni                                           | Stephanie Cook · Nagy-Britannia (GBR)     | 5318  | Emily de Riel · Egyesült Államok (USA) | 5310  | Kate Allenby · Nagy-Britannia (GBR)   | 5273  |

## Magyar szereplés
- Balogh Gábor 2. hely 5 353 pont
- Sárfalvi Péter 17. hely 4 971 pont
- Simóka Nóra 23. hely 3 042 pont
- Vörös Zsuzsanna 15. hely 4 866 pont